# Jemima Sumgong
Jemima Jelagat Sumgong (Nandi, 21 dicembre 1984) è una maratoneta keniota, campionessa olimpica a Rio de Janeiro 2016.

## Biografia

### Illeciti sportivi
Jemima Sumgong in carriera ha avuto diverse controversie con la giustizia sportiva.
Nel 2012 è stata trovata positiva al prednisolone e condannata a due anni di squalifica. In appello tuttavia la sentenza è stata riformata poiché all'epoca dell'assunzione la sostanza non era ancora stata inserita nell'elenco di quelle dopanti.
Nel 2017 è stata condannata a quattro anni di sospensione dalle competizioni sportive dopo che nel 2017 era risultata positiva all'EPO in un test a sorpresa fuori-competizione.
Il 25 gennaio 2018 è stata sospesa per ulteriori 4 anni dal tribunale disciplinare della Federazione internazionale d'atletica leggera, per avere fornito documenti falsi al Giudice sportivo nell'ambito inchiesta anti-doping svolta a suo carico.

## Palmarès
| Anno | Manifestazione  | Sede           | Evento   | Risultato | Prestazione | Note |
| ---- | --------------- | -------------- | -------- | --------- | ----------- | ---- |
| 2015 | Mondiali        | Pechino        | Maratona | 4ª        | 2h27'42"    |      |
| 2016 | Giochi olimpici | Rio de Janeiro | Maratona | Oro       | 2h24'04"    |      |

## Altre competizioni internazionali
2004
- Oro alla Mezza maratona di Lyngby ( Lyngby-Taarbæk) - 1h13'17"
- Argento alla Mezza maratona di Göteborg ( Göteborg) - 1h18'11"
- Argento alla Mezza maratona di Nyeri ( Nyeri) - 1h21'22"

2005
- Bronzo alla Mezza maratona di Parkersburg ( Parkersburg) - 1h16'56"
- 4ª alla Mezza maratona di Denver ( Denver) - 1h17'49"
- 13ª alla Utica Boilermaker ( Utica), 15 km - 54'24"
- Oro alla East Grand Rapids Reeds Lake 10-K ( East Grand Rapids) - 34'37"

2006
- Oro alla Maratona di Las Vegas ( Las Vegas) - 2h35'22"
- Bronzo alla Utica Boilermaker ( Utica), 15 km - 49'39"
- Argento alla Peachtree Road Race ( Atlanta) - 31'15"
- Argento alla Riker Danzig Newport 10.000 ( Jersey City) - 32'13"
- 6ª alla Crescent City Classic ( New Orleans) - 32'44"
- Oro alla Get in Gear ( Minneapolis) - 32'57"
- 4ª al Boulder International Challenge ( Boulder) - 33'46"

2007
- 4ª alla Maratona di Francoforte ( Francoforte sul Meno) - 2h29'41"
- 5ª alla Mezza maratona di Zapopán ( Zapopan) - 1h15'41"
- Bronzo all'Azalea Trail Run ( Mobile) - 32'20"
- 5ª alla Crescent City Classic ( New Orleans) - 32'55"

2008
- Argento alla Maratona di San Diego ( San Diego) - 2h30'18"

2010
- 5ª alla Maratona di San Diego ( San Diego) - 2h32'34"
- 5ª alla Mezza maratona di Berlino ( Berlino) - 1h11'25"
- Argento alla San Blas Half Marathon ( Coamo) - 1h15'54"

2011
- Oro alla Maratona di Castellón ( Castellón de la Plana) - 2h28'32"

2012
- Argento alla Maratona di Boston ( Boston) - 2h31'52"
- Oro alla Mezza maratona del Lago Maggiore ( Verbania) - 1h08'35"
- Bronzo alla Mezza maratona di Filadelfia ( Filadelfia) - 1h08'39"
- 4ª alla Corrida de Mulher ( Lisbona), 5 km - 16'06"

2013
- Argento alla Maratona di Chicago ( Chicago) - 2h20'48"
- Oro alla Maratona di Rotterdam ( Rotterdam) - 2h23'27"

2014
- Bronzo alla Maratona di Boston ( Boston) - 2h20'41"
- Argento alla Maratona di New York ( New York) - 2h25'10"
- Argento alla Mezza maratona di Lisbona ( Lisbona) - 1h08'48"
- Argento alla Mezza maratona di Luanda ( Luanda) - 1h08'32"
- 4ª alla Corrida de Săo Silvestre ( Luanda) - 33'04"

2015
- 6ª alla Maratona di Londra ( Londra) - 2h24'23"

2016
- Oro alla Maratona di Londra ( Londra) - 2h22'58"
- 6ª alla Mezza maratona di Ras al-Khaima ( Ras al-Khaima) - 1h06'58"
- Oro alla Corrida Internacional de São Silvestre ( San Paolo), 15 km - 48'35"
- Oro alla New York Mini 10K ( New York) - 31'26"
- Oro alla Corrida de Săo Silvestre ( Luanda) - 32'15"

2017
- 4ª alla Mezza maratona di Ras al-Khaima ( Ras al-Khaima) - 1h06'43"